# Hydrillodes perplexalis
Hydrillodes perplexalis là một loài bướm đêm trong họ Noctuidae.